# 葡萄牙同性婚姻
葡萄牙同性婚姻，于2010年5月17日由中間偏右陣營的葡萄牙社会民主党的总统阿尼巴尔·卡瓦科·席尔瓦签署后正式生效。
相关法律由屬中間偏左陣營的葡萄牙社会党总理若瑟·苏格拉底发起，于2010年2月经葡萄牙国会通过。其后葡萄牙宪法法院于2010年4月宣布该法律合法。这样葡萄牙就成为了欧洲第6个、世界上第8个在全国范围内承认同性婚姻的国家。